# Ligne 42 (Infrabel)
Pour les articles homonymes, voir Ligne 42.
La ligne 42, ou « ligne de l’Amblève », est une ligne ferroviaire belge suivant le tracé de la rivière Amblève depuis son affluent dans l'Ourthe (à Rivage, sur la commune de Comblain-au-Pont), jusqu'à Trois-Ponts, où conflue la Salm, que la ligne remonte jusqu'à sa source, à Bovigny, non loin de Gouvy, ancienne gare de bifurcation près de la frontière luxembourgeoise.
La ligne se prolonge au Grand-Duché sous le nom de « ligne du Nord », vers Luxembourg-ville.

## Chronologie des ouvertures
- 1er août 1866, gare de Rivage (sur la ligne de l'Ourthe)
- 20 février 1867, de Trois-Ponts à Gouvy (frontière)[1].
- 20 janvier 1885, de Rivage à Stoumont[1].
- 1er juillet 1890, de Stoumont à Trois-Ponts[1].

## Historique

### La première portion de la ligne
- En 1855, la Compagnie du chemin de fer de Pepinster à Spa inaugure la ligne dont elle porte le nom.
- En 1862, la Société royale grand-ducale des chemins de fer Guillaume-Luxembourg (qui fut mise en place pour construire les principales lignes ferrées du Grand Duché) inaugure le Tronçon Luxembourg - Ettelbruck de la "Ligne du Nord" Les travaux atteindront Troisvierges en 1866. Cette compagnie obtint en 1862 l'autorisation de prolonger sa ligne vers Spa afin de s'interconnecter avec le réseau ferré belge et desservir le bassin industriel et charbonnier de la ville de Liège. L'opérateur luxembourgeois reçoit également en concession le tronçon existant entre Spa et Pepinster et l'ensemble de la ligne entre Pepinster et Luxembourg est appelé Jonction grand-ducale.
- En 1867, le tronçon Spa - Stavelot - Gouvy - Troisvierges est inauguré. Il s'agit d'une ligne à voie unique, à l'exception du tronçon de 11 km entre Trois-Ponts et Rencheux qui est à double voie dès sa construction. À l'époque, la ligne ne rallie donc pas l'Ourthe (la ligne de l'Ourthe est exploitée par sa concurrente, la Grande Compagnie du Luxembourg depuis à peine un an).
- Rapidement, le concessionnaire transfère l'exploitation de la ligne à la Compagnie de l'Est française, ce qui n'ira pas sans poser question aux autorités Belges.
- En 1872 déjà, L'État Belge reprend l'exploitation de la ligne Pepinster - Trois-Ponts - Gouvy et en 1873, la ligne de l'Ourthe de la Grande Compagnie du Luxembourg.

### Ligne de l'Amblève
La section Trois-Ponts - Spa étant particulièrement accidentée, l'État fait le projet de relier les deux lignes à l'aide du tronçon manquant le long de l'Amblève, entre Rivage et Trois-Ponts. La vallée est particulièrement accidentée, et les localités s'y trouvent à bonne distance. En outre, la ligne nouvelle devrait idéalement être bien tracée, sans pentes trop fortes ou courbes trop serrées.
Ceci nécessitera le percement de plusieurs tunnels, et la mise en place de gares assez isolées. Le tronçon sera inauguré en deux phases, en 1885 et 1890 et se caractérise, outre par le grand nombre d'ouvrages d'art, par une pente relativement faible par rapport au reste de la ligne (7 ‰).

### Première guerre mondiale
- Durant la Première Guerre mondiale, la ligne se trouve sur l'axe de progression de l'occupant. L'armée belge fit sauter le tunnel de Trois-Ponts ce qui nécessita de longs travaux et la construction d'une déviation provisoire comportant un pont en bois sur la Salm. Ce pont étant trop fragile pour supporter quotidiennement le passage de trains lourds ; il fallait haler les wagons par petits groupes, sans locomotive[2].
- Pour soutenir le trafic à destination du front, la section Rivage - Trois-Ponts sera portée à double voie en 1915 (sur cette section, les tunnels avaient été prévus au gabarit nécessaire) et une seconde voie fut également posée jusqu'à Vielsalm où une ligne nouvelle continuait vers la frontière allemande. Bien que prévu pour deux voies lors de sa construction, le tunnel de Trois-Ponts, tout juste réparé mais encore instable a un gabarit trop étroit. Il fallut abaisser les voies et reconstruire la voûte pour l'exploiter à deux voies.

### Après-guerre et déclin
- La SNCB portera ensuite la section Vielsalm - Gouvy à double voie en 1922, et inaugurera une remise à locomotive à Gouvy en 1924, consacrant l'important trafic de transit et les relais traction qui s'y déroulaient.
- Au cours des années 1980, la SNCB hésite à fermer la ligne, la plupart des lignes alentour ayant déjà subi ce sort. Mais les CFL souhaitent maintenir cette liaison entre Luxembourg et Liège, voire Cologne. L'opérateur luxembourgeois interviendra notamment dans le financement de l'électrification de la ligne, alors que sa "Ligne du Nord" est électrifiée jusqu'à Gouvy en 1993.
- En 1989, la section Aywaille - Trois-Ponts est remise à voie unique, avec évitement à Stoumont.
- En 1997, la remise à locomotive de Gouvy est fermée, le dépôt de conducteurs et d'accompagnateurs est maintenu.

### Électrification
- En 1999-2000, la section Aywaille - Trois Ponts est à son tour ramenée à voie unique alors que la ligne est électrifiée en 25 Kv / 50 Hz. La zone de commutation avec le 3 Kv de la ligne 43 se trouve après le tunnel de Liotte, près de Rivage.
- À cette occasion, l'infrastructure est modernisée, le plan des voies de certaines gares est simplifié et des corrections sont réalisées en vue de relever la vitesse commerciale des trains.

## Infrastructure

### Gares haltes et arrêts
Les dix gares de la nouvelle section entre Rivage et Trois-Ponts, les gares de Rivage (ouverte et agrandie), Liotte (fermée), Martinrive (fermée et démolie), Aywaille (ouverte), Remouchamps (fermée et démolie), Quarreux (fermée et démolie), Stoumont (fermée et en partie démolie), La Gleize (fermée et démolie), Roanne-Coo (fermée et démolie) et Trois-Ponts (fortement agrandie). La gare de Trois-Ponts a été érigé en remplacement d'un bâtiment plus ancien. Elles étaient toutes du même modèle et appartiennent à une série identique érigée uniquement pour la ligne de l'Amblève.

## Utilisation
Jusqu'à la fin des années 1990, la ligne est parcourue par un trafic de transit.
D'une part en marchandises : l'approvisionnement de la sidérurgie luxembourgeoise au départ de la cokerie d'Alsdorf (en Allemagne), dont la fermeture survient en 1992 simultanément avec la reconversion de la sidérurgie luxembourgeoise au profit du recyclage des métaux (aciérie électrique).
En trafic voyageurs, les trains internationaux réguliers et les trains saisonniers de transit (entre les Pays-Bas ou la région Liégeoise et la Suisse ou l'Italie) ont été emportés dans un large mouvement de régression du trafic ferroviaire international (hors grande vitesse) lié à la montée en puissance des opérateurs aériens à bas coût et leur installation dans les aéroports régionaux.
Actuellement, la ligne 42 ne voit plus aujourd'hui passer qu'un très faible trafic marchandises.
Le trafic des voyageurs est composé :
- d'une relation voyageur InterCity reliant Liers - Liège - Gouvy - Luxembourg cadencée toutes les deux heures (9 paires de trains) ;
- de deux allers vers Liège et d’un retour vers Gouvy en renforcement (trains P) en période scolaire uniquement en semaine (un aller vers Liège en renforcement en vacances scolaires uniquement en semaine en renforcement (trains P))

## Projets futurs
En décembre 2019, le Conseil d'Administration de la SNCB a approuvé le doublement de la fréquence des trains entre Liège et Gouvy pour le plan de transport 2020-2023. Concrètement, dès le 13 décembre 2020, la desserte passera de « 1 train toutes les 2 heures » à « 1 train par heure », et ces trains s'arrêteront à Esneux,.
Le raccordement et la desserte de l'une ou l'autre industrie locale sont également envisagés.